# ناسيونال (مترو باريس)
ناسيونال (بالفرنسية: Nationale)‏ هي محطة مترو تابعة لمترو باريس تقع في فرنسا في الدائرة الثالثة عشرة في باريس.[بحاجة لمصدر]